# Ken Farnum
Kenneth Aubrey „Ken“ Farnum (* 18. Januar 1931 in Bridgetown; † 4. April 2020 in New York City) war ein Radsportler aus Barbados. Er war der erste Barbadier, der bei Olympischen Spielen startete, wenn auch unter jamaikanischer Flagge.

## Sportliche Laufbahn
Ken Farnum war als Radsportler aktiv, seitdem er zehn Jahre alt war. Achtmal in Folge wurde er westindischer Meister im Sprint. Sportler aus Barbados dominierten seit den 1940er Jahren im karibischen Raum den Radsport auf Grasradrennbahnen.
Damit Farnum an den Olympischen Spielen 1952 in Helsinki teilnehmen konnte, wurde der Farnum for Finland Fund gegründet. Mit der finanziellen Unterstützung aus diesem Fonds und der barbadischen Regierung wurde es Ken Farnum möglich, nach Finnland zu reisen. Da Barbados vor 1962 noch keinen olympischen Status hatte, startete er für die Mannschaft von Jamaika. Mit einer Zeit von 1:17,2 Minuten belegte Farnum, der Probleme mit dem Klima in Finnland hatte, im 1000-Meter-Zeitfahren Platz 20. Im Sprint schied er im Hoffnungslauf der ersten Runde aus. Farnum war der einzige schwarze Radsportler, der bei diesen Spielen startete.
1955 zog Ken Farnum mit seiner Familie nach New York City. Drei Mal in Folge  – 1955, 1956 und 1957 – gewann Farnum, „a brown-skinned cyclist in a sport dominated by white riders“, die Meisterschaft des Staates New York und avancierte so zum „Volkshelden“. Auch nahm er junge afroamerikanische Radrennfahrer wie Herb Francis und Perry Metzler unter seine Fittiche. Am 27. Juni 1966 erhielt er die US-amerikanische Staatsbürgerschaft.
Farnum starb am 4. April 2020 während der COVID-19-Pandemie in New York City im Alter von 89 Jahren an den Folgen einer SARS-CoV-2-Infektion.